# Чубиндер
Чубинде́р (перс. چوبیندر‎) — населённый пункт сельского типа на северо-западе Ирана, в провинции Казвин. Входит в состав шахрестана Казвин.

## География
Населённый пункт находится в центральной части провинции, на расстоянии приблизительно 5 километров к юго-западу от Казвина, административного центра провинции и на расстоянии 120 километров к западу-северо-западу (WNW) от Тегерана, столицы страны. Абсолютная высота — 1267 метров над уровнем моря.

## Население
По данным переписи 2006 года численность населения составляла 8 083 человек.

## Транспорт
Ближайший аэропорт расположен в городе Казвин.